# ريتشارد إيفانز (رجل أعمال)
ريتشارد إيفانز (بالإنجليزية: Richard Evans)‏ هو شخصية أعمال بريطاني، ولد في 9 يونيو 1942 في بلاكبول في المملكة المتحدة.